# Langam
Langam is een bestuurslaag in het regentschap Sumbawa van de provincie West-Nusa Tenggara, Indonesië. Langam telt 4001 inwoners (volkstelling 2010).